# 우치노우라정
우치노우라정(일본어: 内之浦町)은 일본 가고시마현 남동부 오스미 반도의 동부에 있던 정으로 기모쓰키군에 속했다. 2005년 3월 31일 고야마정과 합병해 기모쓰키정이 되었다.
일본 국내 2곳의 로켓 발사 기지 중 하나인 우치노우라 우주공간 관측소의 위치. 일본 최초의 인공위성 '오오스미'와 탐사선 '하야부사'가 우치노우라에서 발사되었다.

## 지리
마을의 대부분은 기모쓰키 산지(쿠니미산맥)이며, 동쪽 해안에 우치노우라만이 펼쳐져 있다. 기시라만은 해도에 오야마다만(小山田湾)이라고 적혀 있다.
기시라 오야마다에서 가고시마현 매장문화재로 지정된 야요이 시대(전) 야요이 토기-석기 파편이 발견되고 있다.

## 역사
- 1889년 4월 1일 - 정촌제 시행에 수반해 우치노우라촌이 성립하였다.
- 1932년 - 정으로 승격해 우치노우라정이 되었다.
- 2005년 7월 1일 - 고야마정과 합병, 기모쓰키정의 일부가 되었다.

## 교통

### 도로
- 국도 448호선

## 참고 문헌
- 角川日本地名大辞典編纂委員会,『角川日本地名大辞典 鹿児島県』1983, 角川書店